# 九运街镇
九运街镇，是中华人民共和国新疆维吾尔自治区昌吉回族自治州阜康市下辖的一个乡镇级行政单位。

## 行政区划
九运街镇下辖以下地区：
九龙社区、五宫梁湖村、五宫梁东村、五宫梁西村、上斜沟村、牧业村、七道沟村、五运村、五运南村、八运村、八运泉村、青石头村、丁家湾村、十运庙村、七运村、十运村、七运湖村、雨坡村、九运村、山湾村、南八运村、六运村、西八运村、破城子村、破城子北村、楼楼庄村、黄土梁南村、黄土梁东村、黄土梁村、黄土梁北村、大庄子村、东湾西村、九运梁村、西梁村和新湖村。